# 金水里
金水里是中華民國金門縣金城鎮的一個里，東北與賢庵里相連，東南與古城里相鄰，西南臨海，人口約二千人，轄後豐港、水頭、謝厝3個聚落，以水頭的舊名金水為里名。